# 에스타니슬라오 바소라
에스타니슬라오 바소라 브루네트(스페인어: Estanislao Basora Brunet; 1926년 11월 18일, 카탈루냐 지방 콜로니아 발스 ~ 2012년 3월 16일, 카나리아 제도 라스 팔마스)는 에스타니슬라우 바소라(카탈루냐어: Estanislau Basora)로도 알려진 스페인의 전 축구 선수로, 현역 시절 측면 미드필더나 스트라이커|스트라이커로 활약했다.
그는 현역 시절 15년의 대부분을 바르셀로나에서 보냈는데, 이 구단 소속으로 300번 이상의 공식 경기에 출전해 100번 넘게 골망을 흔들었고, 14차례 주요 대회 우승을 거두었다.
1940년대 말에서 1950년대 초까지 스페인 국가대표팀 선수이기도 했던 바소라는 1950년 FIFA 월드컵에도 참가했다.

## 클럽 경력
바소라는 카탈루냐 주 바르셀로나 도 콜로니아 발스 출신으로, 1946년에 지역 구단 만레사와 이웃하는 인근의 거함 바르셀로나로 이적했다. 1946년 9월 22일, 그는 1-1로 비긴 셀타 비고와의 안방 경기에서 리그 무대 신고식을 치렀지만, 첫 바르셀로나 시즌에 불과 3경기에 출전하는 데에 그쳤다.
그러나 바소라는 이듬해에 붙박이 주전으로 도약하여 1947년부터 1949년까지 4번의 주요 대회 우승을 거두었는데, 이 중 2번은 리그 우승으로 엔리케 페르난데스 감독의 휘하에 51경기 출전 20골을 공헌했다. 그는 세사르, 쿠벌러 라슬로, 에두아르도 만촌, 마리아노 마르틴, 그리고 모레노로 구성된 전설적인 공격진의 일원으로, 스포르팅 리스본에 1-2로 패한 1949년 코파 라티나 경기에서도 선제골을 기록했다.
1951-52 시즌, 바소라는 공격진의 주축 선수로, 바르사의 통산 5번째 리그 우승에 중요한 선수였다. 그는 이 시즌에 27번의 리그 경기에 출전해 8번 골망을 흔들었으며, 같은 해 코파 델 헤네랄리시모 결승전에서도 골을 기록해 발렌시아를 4-2로 이기는 데 힘을 보탰다. 그는 바르셀로나에서의 12년 중 1년을 이웃 례이다에서 보냈고, 1959년에 거의 33세가 되어서 축구화를 벗었는데, 그 전까지 바소라는 바르셀로나 소속으로 301경기에 출전해 113골을 기록했다. 1974년, 바르셀로나의 75주년 행사에서, 그는 구단의 역대 최고 선수단 11인에 이름을 올렸다.

## 국가대표팀 경력
8년 동안, 바소라는 스페인 국가대표팀 경기에 22번 출전해 13골을 기록했다. 1949년 6월 12일, 그는 4-1로 이긴 아일랜드와의 국가대표팀 첫 경기에서 골을 신고했다. 1주 후에 프랑스와의 또다른 친선경기에서는 시작 15분 만에 해트트릭을 완성하여 콜롱브 원정 경기 5-1 대승을 장식했고, 프랑스 언론은 그에게 콜롱브의 괴물이라는 수식어를 붙였다.
바소라는 브라질에서 열린 1950년 FIFA 월드컵에서 자국을 대표로 참가해 텔모 사라와 함께 위협적인 공격진을 구축했다. 미국과의 1차전 경기에서 스페인이 경기 10분을 남겨놓고 0-1로 밀린 와중에 바소라는 1분도 채 안되는 시간 동안 2골을 기록했고, 사라가 마지막 한 골을 추가해 3-1 대역전승을 연출했다.
스페인의 2차전 상대는 칠레로 2-0으로 이겼는데, 이번에도 바소라와 사라가 나란히 득점을 올렸다. 이후 스페인은 잉글랜드와의 경기에서도 1-0으로 이기면서 다음 라운드 진출을 확정지었는데, 사라가 바소라가 측면에서 건낸 공을 머리로 마무리했다. 결선 리그는 우루과이와의 경기로 시작했는데, 바소라는 0-1로 밀리는 와중에 2골을 넣어 점수를 역전시켰지만, 남미 국가에게 결국 동점골을 허용해 경기를 2-2로 마무리했고, 스페인은 이어지는 두 경기에서 모두 패했다.
1948년부터 1958년까지 바소라는 카탈루냐 대표팀 경기에도 5번 출전해 2골을 기록했다. 1955년 1월 26일, 그는 쿠벌러와 초청 선수 알프레도 디 스테파노와 함께 레스 코르츠에서 열린 볼로냐 1909와의 경기에 나란히 출전했다.

### 국가대표팀 득점 기록
출처:
| #   | 날짜            | 경기장                              | 상대       | 점수 | 최종결과 | 대회                      |
| --- | --------------- | ----------------------------------- | ---------- | ---- | -------- | ------------------------- |
| 1.  | 1949년 6월 12일 | 아일랜드 더블린 데일리먼트 파크     | 아일랜드   | 1–2  | 1–4      | 친선경기                  |
| 2.  | 1949년 6월 19일 | 프랑스 파리, 콜롱브                 | 프랑스     | 0–1  | 1–5      | 친선경기                  |
| 3.  | 1949년 6월 19일 | 프랑스 파리 콜롱브                  | 프랑스     | 0–2  | 1–5      | 친선경기                  |
| 4.  | 1949년 6월 19일 | 프랑스 파리 콜롱브                  | 프랑스     | 0–3  | 1–5      | 친선경기                  |
| 5.  | 1950년 4월 2일  | 스페인 마드리드 누에보 차마르틴     | 포르투갈   | 2–0  | 5–1      | 1950년 FIFA 월드컵 예선전 |
| 6.  | 1950년 6월 25일 | 브라질 쿠리치바 두리바우 지 브리투  | 미국       | 2–1  | 3–1      | 1950년 FIFA 월드컵        |
| 7.  | 1950년 6월 29일 | 브라질 히우 지 자네이루 마라카낭    | 칠레       | 1–0  | 2–0      | 1950년 FIFA 월드컵        |
| 8.  | 1950년 7월 9일  | 브라질 상 파울루 파카엠부           | 우루과이   | 1–1  | 2–2      | 1950년 FIFA 월드컵        |
| 9.  | 1950년 7월 9일  | 브라질 상 파울루 파카엠부           | 우루과이   | 1–2  | 2–2      | 1950년 FIFA 월드컵        |
| 10. | 1952년 6월 1일  | 스페인 마드리드 누에보 차마르틴     | 아일랜드   | 4–0  | 6–0      | 친선경기                  |
| 11. | 1952년 6월 1일  | 스페인 마드리드 누에보 차마르틴     | 아일랜드   | 6–0  | 6–0      | 친선경기                  |
| 12. | 1957년 5월 16일 | 스페인 마드리드 산티아고 베르나베우 | 스코틀랜드 | 3–0  | 4–1      | 1958년 FIFA 월드컵 예선전 |
| 13. | 1957년 5월 16일 | 스페인 마드리드 산티아고 베르나베우 | 스코틀랜드 | 4–1  | 4–1      | 1958년 FIFA 월드컵 예선전 |

## 사생활과 최후
에스타니슬라오 바소라의 동생 호아킨도 축구 선수였다. 바소라 2호로 불렸던 그는 공격수로 1부 리그의 콘달과 스포르팅 히혼에서 활동했다.
2012년 3월 16일, 심근 경색으로 며칠 투병하던 바소라는 라스 팔마스의 대학 병원에서 영면에 들었다. 그는 당시 향년 85세였다.

## 수상
바르셀로나
- 인터시티스 페어스컵: 1955–58
- 라 리가: 1947–48, 1948–49, 1951–52, 1952–53
- 코파 델 헤네랄리시모: 1951, 1952, 1952–53, 1957
- 코파 라티나: 1949, 1952
- 코파 에바 두아르테: 1948, 1952, 1953